# Stolliana angusticornis
Stolliana angusticornis is een rechtvleugelig insect uit de familie Pamphagidae. De wetenschappelijke naam van deze soort is voor het eerst geldig gepubliceerd in 1958 door Dirsh.